# Club Deportivo Colegio Comercio N° 64
El Colegio Comercio N° 64 es un club de fútbol del Perú, de la ciudad de Pucallpa en el Departamento de Ucayali. Fue fundado en 1987 y participa en la Copa Perú.

## Historia

### Fundación
Se fundó el 14 de abril de 1987, por el profesor Edilberto Ruiz Dávila, quien sería también su primer presidente.

### Participaciones en la Copa Perú
En 2018 logró el título departamental tras vencer a Universidad Nacional de Ucayali en la última fecha de la liguilla. Debutó en una Etapa Nacional en la Copa Perú 2018 y no empezaron bien, tras quedar en el puesto 34° de la tabla con solo 5 puntos y no poder superar la fase de eliminatorias.
En la Copa Perú 2019, tuvo su mejor participación, llegando a los Dieciseisavos de final pero después sería eliminado por el Club Deportivo Las Palmas con un resultado global de 6 a 3.
Participó de la Copa Perú 2021 donde eliminó en la Fase 1 a Estudiantes de Economía y clasificó directamente a la Fase 3 al no presentarse equipos de Pasco en el torneo. Fue eliminado en la Fase 3 por Asociación Deportiva Tarma que le venció por 2-1 en Huánuco y lo dejó fuera de la liguilla final del torneo.
En la Copa Perú 2022 fue campeón departamental de Ucayali y clasificó a la Etapa Nacional donde fue eliminado en dieciseisavos de final por Atlético Bruces. En 2024 no pudo superar la primera fase de la Etapa Departamental siendo eliminado por Real von Humboldt.

## Uniforme
- Uniforme titular: Camiseta celeste, pantalón blanco, medias blancas.
- Uniforme alternativo: Camiseta azul oscuro, pantalón azul oscuro, medias blancas.

### Evolución del uniforme

#### Titular
| 1987-2018 | 2019 | 2021 |

#### Alternativo
| 2019 | 2021-actual |

### Indumentaria y patrocinador
| Periodo         | Patrocinador | Logotipo |
| --------------- | ------------ | -------- |
| 2018            | Walon        |          |
| 2019-Actualidad | Reqelme      |          |

| Periodo | Patrocinador                   |
| ------- | ------------------------------ |
| 2018    | Comercial Minika J & G         |
| 2019    | Transporte y Logística Huguito |
| 2021    | GRAS SINTETICO ESTRELLA ROJA   |
| 2022    | Oro Blanco                     |

## Datos del club
- Fundación: 14 de abril de 1987 (35 años)
- Mayor goleada conseguida
  - En campeonatos nacionales de local: Colegio Comercio 5:1 Señor de Mayo (9 de octubre de 2022).
  - En campeonatos nacionales de visita: Comerciantes FC 0:1 Colegio Comercio (28 de setiembre de 2019).
- Mayor goleada recibida:
  - En campeonatos nacionales de local: Colegio Comercio 0:6 León de Huánuco (23 de septiembre de 2018).
  - En campeonatos nacionales de visita: Las Palmas 4:0 Colegio Comercio (13 de octubre de 2019), Atlético Bruces 6:2 Colegio Comercio (23 de octubre de 2022).

## Palmarés
| Competición regional                      | Títulos           | Subcampeonatos |
| ----------------------------------------- | ----------------- | -------------- |
| Liga Departamental de Ucayali (3/1)       | 2018, 2022, 2025. | 2019.          |
| Liga Provincial de Coronel Portillo (3/2) | 2019, 2022, 2025. | 2018, 2024.    |
| Liga Distrital de Callería (3/2)          | 2018, 2022, 2025. | 2019, 2024.    |